# Izatha spheniscella
Izatha spheniscella là một loài bướm đêm thuộc họ Oecophoridae. Nó là loài đặc hữu của New Zealand, ở đó nó is only known from quần đảo subantarctic Snares.
Sải cánh dài 14–15 mm đối với con đực và khoảng 14 mm đối với con cái. Con trưởng thành bay vào tháng 12 and tháng 2.